# Afrikaldia
Afrikaldia. Festival Vasco de Cines Africanos (AFK) es un festival de cine que se celebra en Vitoria en el mes de octubre con el fin visibilizar la diversidad y la riqueza de las culturas africanas. Es un festival de carácter competitivo, la primera edición fue en el año 2021 y lo promueve la Asociación Africanista Manuel Iradier y la Asociación Kultura Bendera Elkartea. Colaboran el Gobierno Vasco, el Ayuntamiento de Vitoria y la Fundación Vital. 

## Historia
Afrikaldia se celebró por primera vez del 4 al 8 de octubre de 2021 en Vitoria  y el tema elegido para este certamen fue Mujer y activismo político. Se presentaron, entre otras actividades paralelas, nueve películas (Coachez, Farewell Amor, The Ghost and The House of Truth...) y cinco documentales (Anbessa, Finding Sally, Il mio corpo...). El premio del jurado fue para La nuit des rois (La noche de los reyes) de Philippe Lacôte. El premio del público se lo llevó la película Farewell Amor de Ekwa Msangi.
En 2022 el tema del festival fue la migración y la igualdad; contó con seis largometrajes de ficción y seis largometrajes; la película sudafricana ‘Mlungu Wan’ (‘Buena señora’), de Jenna Cato Bass; ‘Otiti’, de la nigeriana Ema Edosio y ‘Vuta N´kuvute’ (‘Tira y afloja’), de Amil Shivji fueron estrenos a nivel nacional.
Este año las películas se llevaron también a los estudiantes de la Universidad del País Vasco ( UPV/EHU); diferentes directores, actores y actrices, visitaron el Campus de Álava para reflexionar y debatir sobre el panorama político y migratorio que atraviesan los países africanos.
El largometraje Vuta N'Kuvute (Tira y afloja) del tanzano Amil Shivji fue la ganadora del premio a la mejor película en la II edición de Afrikaldia. Se trata de una adaptación al cine de la novela homónima en suajili de Amil Shafi. El premio del público ha sido para 'Freda', de la haitiana Gessica Généus.
La mejor banda sonora fue para Lucas Gaudín, del largometraje Une histoire d'amour et de désir ('Una historia de amor y deseo'), de la directora tunecina Leyla Bouzid; los largometrajes The rumba kings,  Feathers, Freda y Nous, étudiants recibieron una mención especial.